# Lewis Addison Armistead
Lewis Addison Armistead (18. februar 1817 – 5. juli 1863) var en konfødereret brigadegeneral i den amerikanske borgerkrig, som blev dødeligt såret ved Pickett's angreb under slaget ved Gettysburg.

## Tidlige år
Lewis A. Armistead var kendt af sine venner som "Lo" (for Lothario, hvilket var en ironisk vittighed, fordi han var en sky person og enkemand, og ikke en damernes ven), var født i sin oldefar, John Wright Stanlys hjem i New Bern, North Carolina, som søn af Walker Keith Armistead og Elizabeth Stanly Armistead. Armistead's bedstefar, John Stanly var medlem af den amerikanske kongres og hans onkel, Edward Stanly, gjorde tjeneste som militær guvernør over det østlige North Carolina under borgerkrigen. Walker Armistead og hans fem brødte gjorde tjeneste under Den britisk-amerikanske krig (1812) og en af dem major George Armistead, var chef for Fort McHenry under det britiske angreb, som inspirerede til teksten til Star-Spangled Banner. Lewis gik på West Point, men blev smidt ud efter en episode, hvor han smadrede en tallerken ned over hovedet på en anden kadet Jubal Early. Han havde også vanskeligeheder af akademisk art især fransk, der var et fag, som gav mange kadetter problemer dengang, og nogle historikere mener, at det var den reelle årsag til at han forlod akademiet. Hans indflydelsesrige far sørgede for at han alligevel fik en stilling som sekondløjtnant i 6th U.S. Infantry den 10. juli 1839, nogenlunde samtidig med at hans klassekammerater fik deres eksamen. Han blev forfremmet til premierløjtnant den 30. marts 1844. Under den Mexicansk-amerikanske krig blev han midlertidig forfremmet til kaptajn for slaget ved Contreras og slaget ved Churubusco. Han blev såret i Slaget ved Chapultepec, og blev forfremmet til major for Slaget ved Molino del Rey og Chapultepec. Han blev forfremmet til kaptajn i den regulære hær den 3. marts 1855.
Armistead var ven af Winfield Scott Hancock, og gjorde tjeneste med ham som forsyningsofficer i Los Angeles, California inden borgerkrigen. Det berettes, at ved et afskedsparty inden han tog af sted for at slutte sig til den konfødererede hær, sagde Armistead til Hancock, at hvis han nogensinde løftede en hånd mod Hancock i slag, "May God strike me dead."
Armistead var gift to gange. Hans første ægteskab var med Cecelia Lee Love, en fjern kusine til Robert E. Lee i 1844. De fik to børn: Walker Keith Armistead og Flora Lee Armistead. Cecelia døde i 1850 og Armistead giftede sig med enken Cornelia Taliaferro Jamison i 1852. De fik et barn, Lewis B. Armistead. Cornelia døde i 1855.

## Borgerkrig
Da krigen startede rejste Armistead tilbage østpå og modtog en bestalling som major, men blev snart forfremmet til oberst for 57th Virginia Infantry regiment. Han gjorde tjeneste i det vestlige Virginia, men kom snart tilbage østpå til general Robert E. Lee's Army of Northern Virginia. Han kæmpede som brigadechef under Lee i Slaget ved Seven Pines, Syvdagesslaget (hvor han blev udvalgt til at føre det blodige og meningsløse angreb på Malvern Hill), og Andet slag ved Bull Run. I Antietam, gjorde han tjeneste som leder af militærpolitiet, et frustrerende job på grund af det store antal deserteringer som plagede hæren i den kampagne. Dernæst var han under generalmajor George E. Pickett i Slaget ved Fredericksburg. Han var med James Longstreets korps i foråret 1863, så han deltog ikke i slaget ved Chancellorsville.
I Slaget ved Gettysburg, ankom Armistead's brigade om aftenen den 2. juli 1863. Armistead blev dødeligt såret den næste dag mens han førte sin brigede mod centrum af Unionens linje i Pickett's Charge. Armestead førte sin brigade fra front og viftede med sin hat på toppen af sin sabel. Han nåede frem til stenmuren i "hjørnet", som var angrebets mål. Brigaden nåede længere i angrebet end nogen anden enhed, en hændelse som betegnes Konføderationens højvandsmærke, men blev hurtigt slået tilbage af et modangreb fra Unionen. Armistead blev ramt tre gange, da han klatrede over muren. Hans sår virkede ikke dødelige, han var ramt i armen og nedenfor knæet og ifølge den læge, som tilså ham var han ikke ramt i knogler, blodårer eller nerver. Da han faldt gav han et frimurertegn om hjælp. En anden frimurer, kaptajn Henry H. Bingham, en Unionsofficer som senere opnåede høj rang og derefter blev en meget indflydelsesrig politiker, kom til hans undsætning og tilbød at hjælpe. Bingham fortalte Armistead at hans gamle ven Hancock, havde haft kommandoen over denne del af linjen og at Hancock også netop var blevet såret. Denne scene indgår i Michael Shaaras roman, The Killer Angels, hvor i Armistead er en hovedperson. Han blev ført til et af Unionens felthospitaler ved Spangler Farm hvor han døde to dage senere. Armisteads biograf, Wayne Motts, tror at der formentlig var tale om en lungeemboli, mens andre har ment at der var tale om en kombination af infektion og udmattelse i varmen eller hedeslag.
Lewis Armistead ligger begravet ved siden af sin onkel, oberstløjtnant George Armistead, leder af garnisonen ved Fort McHenry under Slaget ved Baltimore, ved Old Saint Paul's Cemetery i Baltimore, Maryland.

## Eksterne links
- Confederate Veteran artikel om Armistead fra november 1914.